# Long Melford
Long Melford est une paroisse civile d'Angleterre, située dans le district de Babergh. Elle est située aux confins du comté du Suffolk, la frontière avec l'Essex coïncidant avec le lit de la Stour, à 26 km de Colchester et 22 km de Bury St Edmunds. Cette ville fut un marché de la draperie de laine au XVe siècle. La paroisse civile comprend les hameaux de Bridge Street et de Cuckoo Tye.
Son nom provient d'une part de sa structure originelle de village-rue et du gué (ford en anglais) du moulin à travers le ruisseau de Chad Brook (affluent de la Stour).

## Histoire
Le comte Ælfric fit donation vers 1050 du château de Melford à l'abbaye de Saint Edmundsbury. Ce fief, ainsi que le château voisin de Kentwell, est cité dans le Domesday Book de 1086, avec des terres d'une étendue de 600 ha.
Au début du XVe siècle, le manoir de Kentwell appartenait aux barons de Clopton. John Clopton fut arrêté pour conspiration en 1461, mais obtint son pardon le lendemain de l'exécution du comte de Vere. De retour à Long Melford, il y entreprit la reconstruction de l'église. À cette époque, la paroisse connaissait une certaine prospérité. La plupart de ses habitants étaient roturiers soumis au régime de la ferme. Il se formait les premières guildes de tisserands et le travail de la laine devint l'une des spécialités de l'endroit. Le rapport des collecteurs pour l'année 1446, fait état de 30 tisserands à Long Melford, produisant à eux tous à l'année 264 draps.
Après la Dissolution des monastères, Henri VIII accorda le château et les terres à William Cordell.

## Personnalités liées à Long Melford
- Henry Saggs (1920-2005), assyriologue, y est mort.
- Patty Aberigh-Mackay (1874-1952), artiste peintre, y a vécu.